# Wielka Koszysta
Die Wielka Koszysta ist ein Berg in der polnischen Hohen Tatra mit 2193 m im Massiv der Koszysta. Der Berg gehört zu den Gemeinden Poronin (Ortsteil Murzasichle) am Westhang und Bukowina Tatrzańska (Ortsteil Brzegi) am Osthang in der Woiwodschaft Kleinpolen im Landkreis Powiat Tatrzański.

## Lage und Umgebung
Unterhalb des Gipfels liegen zwei Täler, das Tal Dolina Pańszczyca im Westen und das Tal Dolina Waksmundzka im Osten.
Nördlich der Wielka Koszysta liegt die Mała Koszysta und südlich der Waksmundzki Wierch.

## Etymologie
Der polnische Name Wielka Koszysta lässt sich als Große Koszysta übersetzen. Der Name rührt daher, dass die Wielka Koszysta der höchste Gipfel in dem Massiv der Koszysta ist.

## Flora und Fauna
Trotz seiner Höhe besitzt der Wielka Koszysta eine bunte Flora und Fauna. Es treten zahlreiche Pflanzenarten auf, insbesondere hochalpine Blumen und Gräser. Neben Insekten und Weichtieren sowie Raubvögeln besuchen auch Bären, Wölfe, Luchse, Murmeltiere und Gämsen den Gipfel.

## Besteigungen
Erstbesteigungen:
- Sommer: Ludwik Zejszner 3. August 1838
- Winter: Henryk Bednarski, Józef Lesiecki, Mariusz Zaruski und Stanisław Zdyb 4. März 1910

## Tourismus
Die Wielka Koszysta stellt seit 1936 ein striktes Naturreservat dar. Sie ist für Wanderer nicht zugänglich. Auf den Gipfel führen keine markierten Wanderwege. Ehemalige Wanderwege sind bereits wieder zugewachsen.